# Parafia Najświętszej Maryi Panny Nieustającej Pomocy w Radawcu Dużym
Parafia Najświętszej Maryi Panny Nieustającej Pomocy w Radawcu Dużym – parafia rzymskokatolicka, znajdująca się w archidiecezji lubelskiej, w dekanacie Konopnica.

## Zasięg parafii
Do parafii należą wierni z następujących miejscowości: Pawlin, Radawczyk Drugi, Radawiec Duży, Radawiec Mały.